# Sumanène
Le sumanène est un composé chimique de formule C21H12 de la famille des hydrocarbures aromatiques polycycliques (HAP). Avec une structure organisée autour d'un noyau benzénique central et d'une couronne alternant trois unités cyclopentadiène et trois unités benzène, il peut être vu comme un quart de buckminsterfullerène, c'est-à-dire de fullerène C60. La formule développée rappelle une fleur de tournesol, d'où le nom de sumanène dérivé de suman qui signifie tournesol en hindi et en sanskrit.

## Synthèse organique
La structure du sumanène peut être dérivée du 1,5,9-triméthyltriphénylène mais la première préparation pratique part du norbornadiène. Le norbornadiène est converti en stannane sous l'effet du n-butyllithium, du 1,2-dibromoéthane Br–CH2–CH2–Br et du chlorure de tributylétain Bu3SnCl (TBTCl). Une réaction d'Ullmann de trois unités de ce stannane avec le thiophène-2-carboxylate de cuivre(I) (CuTC) produit le noyau benzénique, puis les ponts méthylène sont déplacés latéralement pour fermer les cycles pentagonaux à l'aide d'un catalyseur de Grubbs de première génération, et enfin la molécule est finalisée par oxydation à la DDQ.

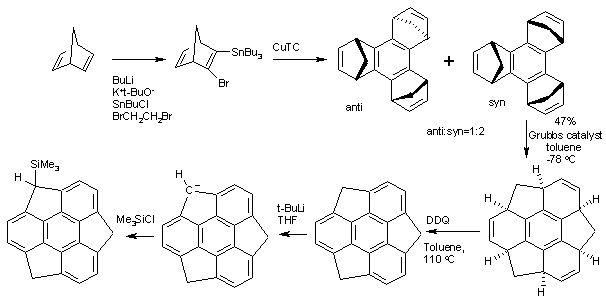
Synthèse organique du sumanène.

## Propriétés
Le sumanène est une molécule en forme de bol, d'une profondeur de 118 pm. Les six atomes centraux ont une géométrie pyramidale incurvée à 9 ° et la molécule présente une gamme remarquable de longueurs de liaisons carbone-carbone : de 138,1 pm à 143,1 pm. Cette molécule peut également subir une inversion de courbure, avec une barrière d'inversion de 82 kJ·mol-1 à 140 °C, sensiblement plus élevée que celle du corannulène.